# Rainsars
Rainsars település Franciaországban, Nord megyében. Lakosainak száma 194 fő (2022. január 1.). Rainsars Sains-du-Nord, Sémeries, Étrœungt és Féron községekkel határos.

## Népesség
A település népessége az elmúlt években az alábbi módon változott:
| Lakosok száma | 205  | 191  | 186  | 182  | 179  | 177  | 183  | 188  | 194  |
|               | 2013 | 2015 | 2016 | 2017 | 2018 | 2019 | 2020 | 2021 | 2022 |